# Вищий трибунал Республіки Хорватія з розгляду нетяжких злочинів

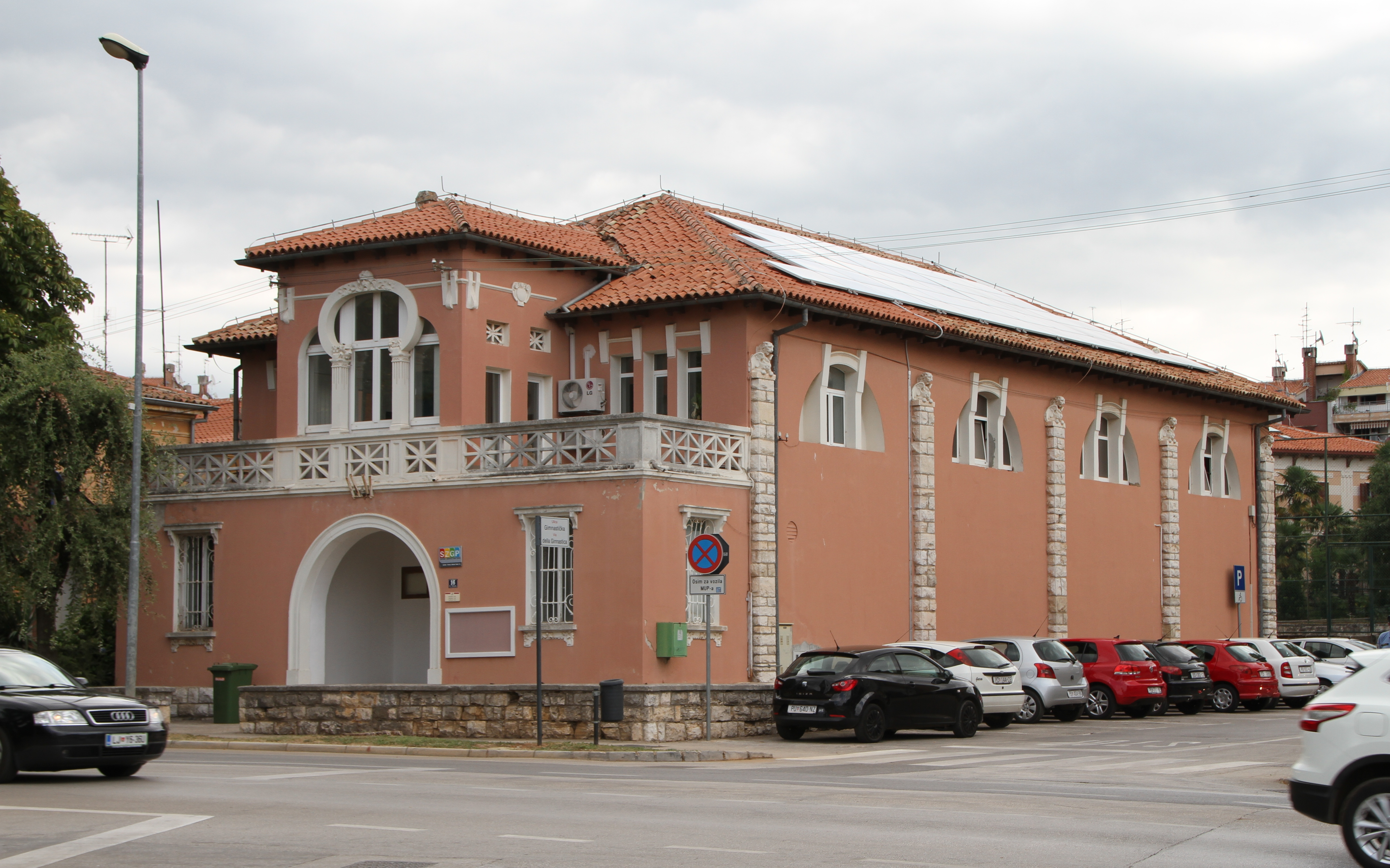
Порецький суд із розгляду нетяжких злочинів

Вищий трибунал Республіки Хорватії з розгляду нетяжких злочинів (хорв. Visoki prekršajni sud Republike Hrvatske) — спеціалізований суд для всієї території Республіки Хорватія з осідком у Загребі, який переглядає рішення відповідних трибуналів в апеляційному порядку, винесені ними при розгляді справ по суті, а також інші їхні дії й рішення. Це суд другого рівня, до компетенції якого входить і розгляд спорів компетенції нижчих за рангом трибуналів , яких у країні налічується 61.
Суди з розгляду нетяжких злочинів можна вважати судовими органами, що спеціалізуються на розгляді найменш небезпечних злочинів, що межують з адміністративними правопорушеннями (проступками). Законом на них може бути покладено обов'язок розглядати також інші справи (ч. 2 ст. 15b Закону Республіки Хорватія «Про суди»)

## Внутрішня організація суду
1. Канцелярія голови суду
  1. Кабінет директора судової адміністрації
  2. Відділ фінансово-матеріальних операцій
  3. Відділ допоміжно-технічних справ
2. Судові відділи
  1. Відділ нетяжких злочинів у сфері громадського порядку і миру та громадської безпеки
  2. Відділ нетяжких злочинів у сфері економіки та фінансів
  3. Відділ нетяжких злочинів у сфері безпеки транспорту і перевезень
  4. Відділ спостереження за європейським законодавством і судовою практикою Європейського Союзу та Європейського Суду з прав людини зі службою обліку, відстеження і вивчення судової практики
3. Рада з розв'язання справ про оскарження рішень трибуналів з розгляду нетяжких злочинів про визнання та виконання рішень про грошові штрафи між державами-членами ЄС (спеціалізована рада)
4. Судова канцелярія з відділом стенограм